# Teorema di Buckingham
Il teorema di Buckingham (conosciuto anche come teorema  Pi greco), dovuto al fisico statunitense
Edgar Buckingham, afferma che dato un processo fisico descritto da una equazione anche indefinita nella sua forma analitica, nella quale compaiano n variabili fisiche, se le grandezze fondamentali (cioè indipendenti tra loro e in numero sufficiente a descrivere compiutamente lo spazio dimensionale di interesse) di queste n variabili sono k (ad esempio, massa, lunghezza, tempo in un problema puramente meccanico), allora il problema può essere espresso in funzione di n-k gruppi adimensionali.
Se, per esempio, il problema in esame dipende da cinque grandezze le quali, a loro volta, hanno come unità di misura una certa combinazione delle tre grandezze fondamentali del sistema internazionale (M - L - T), allora questo può essere descritto da una funzione f di due gruppi adimensionali P1 e P2.
E inoltre vale la seguente importante conclusione: {\displaystyle P1=f'(P2)}.
In questo modo è possibile studiare un fenomeno, come per esempio la sedimentazione di particelle di un soluto all'interno di un corpo recettore, con un solo grafico avente come ascissa e ordinata due grandezze numeriche (rispettivamente i cosiddetti numero di Reynolds e il coefficiente di resistenza fluidodinamica).

## Applicazioni
Nelle applicazioni sono dunque nati numerosi gruppi adimensionali cioè le grandezze numeriche che semplificano la descrizione di base dei fenomeni naturali o artificiali (gli eventi fisico - matematici).
Di seguito sono riportate alcune applicazioni particolarmente comuni.
Nella fluidodinamica è di notevole importanza il numero di Reynolds per stabilire il tipo di deflusso del fluido (laminare o turbolento) solamente comparandolo con i valori limite specifici del corpo investito dal flusso fluido o del condotto che trasporta il fluido. Il teorema pigreco viene anche utilizzato in ambito fluidodinamico per studiare la cadente energetica in una condotta e come questa dipende dal numero di Reynolds e dalla scabrezza della condotta stessa.
In termocinetica è possibile determinare il coefficiente di scambio termico laminare attraverso il numero di Nusselt che è funzione dei numeri di Prandtl e Reynolds per quanto riguarda la convezione forzata; è funzione dei numeri di Prandtl e Grashof per quanto riguarda la convezione naturale.
Mediante il numero di Biot è invece possibile determinare se è trascurabile l'errore di considerare un corpo come puntiforme (modello a parametri concentrati) nello studio della trasmissione di calore per un corpo immerso in un fluido.